# José María de Cárdenas y Rodríguez

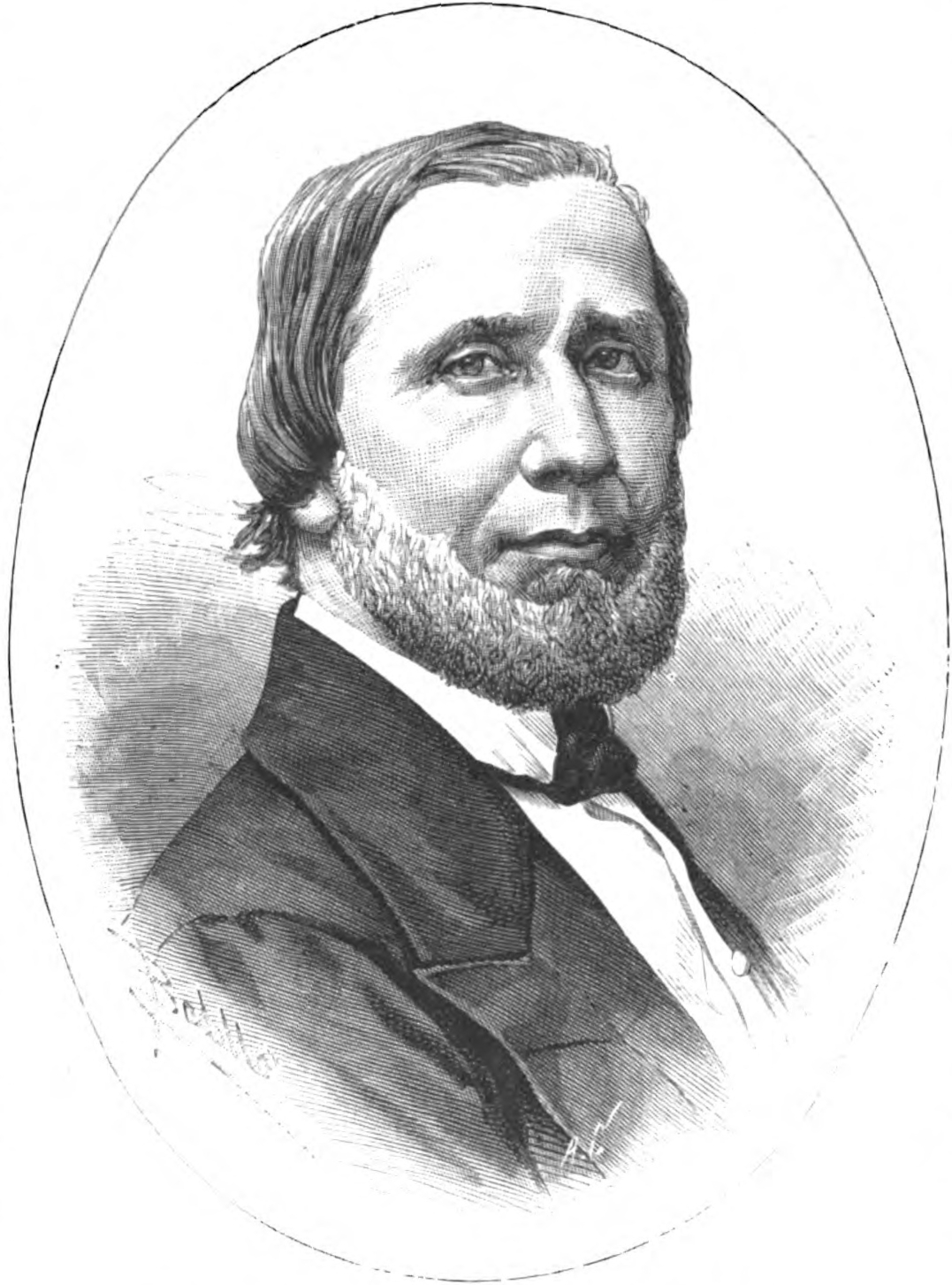
Retratado en La Ilustración Española y Americana

José María de Cárdenas y Rodríguez de la Barrera, también conocido por su pseudónimo Jeremías de Docaransa (Limonar 1812-Guanabacoa, 1882), fue un escritor y periodista cubano.

## Biografía
Nació en una finca de Limonar en 1812. Hermano del también escritor y periodista Nicolás de Cárdenas y Rodríguez, empezó sus estudios en Matanzas y los siguió en La Habana, en el Colegio San Fernando, donde tuvo por maestro al erudito José Antonio Saco. En 1834 viajó a Estados Unidos para completar sus estudios y trabajó en una casa comercial; ayudó a Félix Varela a corregir sus obras. Visitó Canadá y recorrió en compañía de su hermano muchos de los Estados Unidos, regresando a Cuba en 1837. Dos años más tarde volvió a los Estados Unidos y por fin se estableció en 1840 en La Habana. Escribió en La Prensa y Faro Yndustrial de la Habana y colaboró en El Prisma, El Artista, Revista Pintoresca, Flores del Siglo, Revista de la Habana y Revista crítica de ciencias, literatura y artes. Aparecieron poemas suyos en América poética (La Habana, 1854) y otras antologías, pero destacó como escritor costumbrista y satírico en prosa. Fue el primero en publicar en la prensa cubana cuadros de costumbres, que reunió en Colección de artículos satíricos y de costumbres (1847). Falleció el 14 de diciembre de 1882 en Guanabacoa.

## Obras
- No siempre el que escoge acierta, (comedia en cuatro actos y en verso), 1841.
- Colección de artículos satíricos y de costumbres, 1847, 1963.
- Un tío sordo, (comedia original en tres actos y en verso), 1848.